# Святой Иероним (картина Бассано)
«Святой Иероним» (итал. San Gerolamo) — картина итальянского живописца Якопо Бассано. Создана около 1556 года. С 1900 года хранится в коллекции Галереи Академии в Венеции.

## Сюжет
В изображении святого Иеронима, персонажа христианской истории, автора толкований и полемических сочинений, было принято подчеркивать его удалённость от мирской суеты и населённых мест. Иероним четыре года жил в Халкидской пустыне близ сирийского города Антиохия. По преданию, он бил себя перед распятием камнем в грудь во время соблазнительных видений. В пустыне он изучил древнееврейский язык.
В Риме был секретарем и помощником папы Римского Дамасия I (ум. 384 г.). Именно по поручению понтифика он перевёл с древнееврейского на латинский язык книги Ветхого Завета, а также Евангелие. В 1546 году на Тридентском соборе этот перевод был признан каноническим и получил название Вульгата. Святого традиционно изображают с книгой, иногда — в кабинете.

## Описание
На полотне изображён погруженный в размышления святой Иероним в пещере, с камнем в руке, перед раскрытой книгой. Ещё один атрибут в иконографии Иеронима — череп. Однако здесь он не «по правилам» (под книгой, как череп первого человека) располагается рядом на переднем плане, освещённый тем же мистическим светом из полутемноты, что и измождённое, но совсем не аскетичное тело Иеронима. Очень хорошо изображено распятие: прикованный к кресту Иисус Христос написан достаточно живо.
В образе святого, отмеченном глубоким реализмом, просматривается немецкая традиция, согласно которой изображаются наказания физические. Но в этой идеальной гармонии, объединяющей святого с дикой природой, которая подступает к порогу пещеры, где отшельник ищет спасения от соблазнов, чувствуется связь с живописью Джованни Беллини. Холодный, почти слепящий свет падает на лицо старика, подчеркивая глубину его размышлений о жертве Христа, и в то же время проявляет все анатомические детали — вздувшиеся вены на руке, складки дряблого тела и морщины на лице. Так создается яркий образ человека, который изображён во всей своей душевной и физической ранимости. Использование света, которое, хоть и повторяет позднего Тициана, отличается своеобразной богатой палитрой.